# Aldona Kopkiewicz

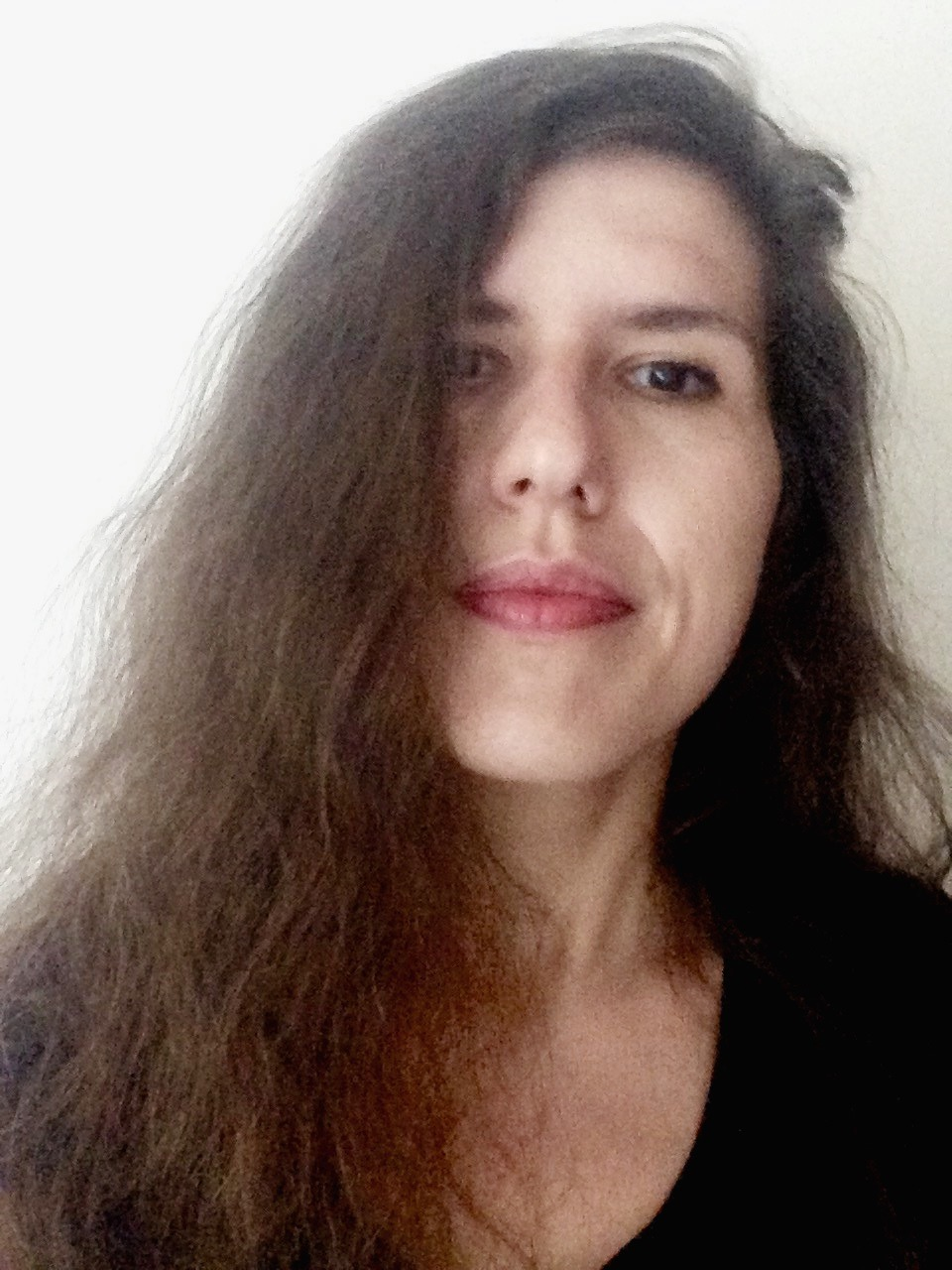
Aldona Kopkiewicz (2018)

Aldona Kopkiewicz (* 1984 in Stettin) ist eine polnische Dichterin und Publizistin.

## Leben
Kopkiewicz debütierte 2015 mit dem Band Sierpień, für den sie 2016 mit dem Breslauer Lyrikpreis Silesius in der Kategorie Debüt ausgezeichnet wurde.
Sie arbeitet an ihrer Dissertation an der Jagiellonen-Universität in Krakau.
Sie publiziert in den Zeitschriften Dwutygodnik.com, Ha!art, Rita Baum und Twórczość.

## Werk
Kopkiewicz zählt die Duineser Elegien von Rainer Maria Rilke sowie die Vier Quartette von T. S. Eliot zu ihren wichtigsten Einflüssen.

## Bibliografie
- Sierpień, 2015
- Szczodra, 2018

## Auszeichnungen
- 2016: Breslauer Lyrikpreises Silesius für Sierpień
- 2019: Kościelski-Preis für Szczodra